# Pia Bech Mathiesen
Pia Bech Mathiesen (født 31. januar 1962, død 20. februar 2016 på Sankt Lukas Hospice i Hellerup]) var en dansk designer og erhvervsleder.

## Uddannelse
Hun var uddannet arkitekt på industrielt design-linjen fra Kunstakademiets Arkitektskole 1981-87 og læste design og økonomi på California Polytechnic State University (Cal. Poly.)1987-88. 1982-94 tog hun desuden en HD i organisation på Handelshøjskolen i København.

## Karriere
Under studiet arbejdede Pia hos Tokheim, efter 1 års studie på Cal. Poly. fik hun tilbudt at begynde som afdelingsansvarlig for Busk Design USA, men blev i stedet tilknyttet det danske kontor, hvor hun arbejdede som industriel designer i 1988 og 1989.
I 1989 blev Pia ansat som designansvarlig hos Experimentarium og blev desuden tegnestue- og produktionschef samme sted. 
I november 1996 blev hun designchef for DSB, og var medvirkende til IC4-projektet. I 1998 lancerede hun en ny og gennemgribende designpolitik for etaten, som brød med Jens Nielsens tidligere politikker. DSB anvender stadig denne designpolitik, som er udarbejdet i samarbejde med bureauet Kontrapunkt.
I 2009, blev Pia chef for Corporate Social Responsibility i DSB og september 2010 forlod hun DSB. 
Fra april 2011 var Pia administrerende direktør for Danfoss Universe som senere skiftede navn til Universe.  
Fra 2010 var Pia medlem af Designrådet og bestyrelsesmedlem i Designmuseum Danmark og hun blev i 2011 også medlem af Designskolen Koldings bestyrelse.
Pia var siden 2013 bestyrelsesformand for Sønderjylland Symfoniorkester.

## Æresbevisninger og Priser
I 2001 modtog hun Dronning Ingrids Mindemedalje og blev i 2002 Ridder af Dannebrogordenen.
Pia Bech Mathiesen har modtaget legater fra Danmarks Nationalbanks Jubilæumsfond af 1968, Daniscos Jubilæumsfond, Dansk Arbejdsgiverforenings Jubilæumsfond, Den Rienske Fond og DIIS.
Priser givet til DSB i hendes lederperiode:
- 2008 European Design Management Award (Hædrende omtale for DSB's strategiske anvendelse af Design Management)
- 2005 Brunel Award (for anvendelsen af kunst, Venus, af Mogens Møller)
- 2005 Brunel Commendation (for DSB's uniformer af Hanne Larsen)
- 2001 Special Brunel Jury Prize for overall Quality Excellence
- 2000 ID Prisen for Øresundstoget (sammen med ADtranz og 11 Danes)
- 1999 IG Prisen for DSB's typografi (sammen med Kontrapunkt)
- 1998 Brunel Commendation (for DSB's samlede designprogram)

## Privatliv
Blev 30. juni 1990 gift med Cand. Polyt. HD(O) Jesper Kamp Nielsen, som hun i 2015 holdt sølvbryllup med, og de fik to børn sammen: Alexander Kamp Nielsen (1991) og Katrine Josefine Kamp Nielsen (1993)

## Omtaler
- Pia Bech Mathiesens profil på LinkedIn
- En legesyg karrierekvinde
- Mindeord for Pia Bech Mathiesen, næstformand i Designskolen Koldings bestyrelse Arkiveret 24. maj 2021 hos  Wayback Machine